# Banda de Turistas
Banda de Turistas, popularmente abreviada como BDT, fue una banda argentina de Rock Psicodélico que se formó en Buenos Aires en 2006. Durante su carrera lanzaron un total de 5 álbumes: Mágico corazón radiofónico (2008), El retorno (2009), YA (2012), Lo que más querés (2014) y Mancho (2017).

## Historia
La banda surge de la fusión de dos bandas, una instrumental con sonido espacial e inspirado en la música de fines de los '60 y la otra enfocada en el rock y pop en español. De esta mezcla surge Banda de Turistas, que se enfoca más al Rock, Pop, Psicodelia, la música instrumental, el jazz, el Bossa Nova. el Blues y la música Electrónica.
Con influencias de bandas inglesas como The Stone Roses, Pink Floyd, Arctic Monkeys hasta Muse, como también de grupos argentinos como Virus y Babasonicos.
A comienzos de 2007 lanzan el EP Cóctel de instantáneo a través del sello de descargas gratuitas Mamushka Dogs Records. El mismo cuenta con cinco canciones instrumentales que graba y produce la banda como un primer experimento de grabación casera, logrando un sonido low-fi, psicodélico y espacial.
En marzo de 2008 son teloneros del inglés Jarvis Cocker, líder de Pulp, quien los elige para abrir el primero de sus dos shows en La Trastienda Club después de haberlos conocido a través de Myspace. Así comienzan a recorrer el circuito de Rock de Capital y Provincia. En abril son apertura de la sección En Caliente de la revista Rolling Stone. En mayo forman parte del Buenos Aires Calling, también en Niceto Club. En junio tocan en el marco del festival Ciudad Emergente en el Centro Cultural Recoleta. En julio editan su primer álbum Mágico corazón radiofónico y logra ser apertura la sección de críticas de la revista Rolling Stone, siendo Banda de Turistas el primer grupo que lo logra con su debut. El encargado de mezclarlo fue Mario Caldato Jr, que lo hizo vía web desde su estudio en Los Ángeles. La presentación del disco fue en La Trastienda Club.
En 2009 editan su segundo disco: El Retorno. Enviado vía Internet para ser mezclado y masterizado en los estudios Abbey Road de Londres, los posiciona como una de las bandas nuevas más llamativas del circuito latinoamericano, con menciones en los medios de prensa de Argentina (tapa de los suplementos jóvenes Sí! de diario Clarín y No de Página/12, Premios Clarín Revelación, nominaciones varias y menciones dentro de los rankings de revistas como Los Inrockuptibles o Rolling Stone. También son reseñados en México, Chile y Perú. Editan sus álbumes en países como Argentina, México, Estados Unidos y tocan en festivales como Rock al Parque (Colombia), Vive Latino (México), LAMC (New York). Cierran el año con una presentación en el Auditorio Belgrano con una puesta escénica a cargo de su colaborador en visuales y videasta Martín Borini (VJ Ailaviu).
En 2010 hacen giras por Latinoamérica y Estados Unidos. Con gran recepción en México, la banda gira por ciudades como DF, Guadalajara, San Luis Potosí, Monterrey, Puebla, Cuernavaca, Nezalcoyotl, Morelos. En Ciudad de México tocan en los festivales Vive Latino y Corona así como también gratis en las instalaciones de los metros Hidalgo y Pachuca. Luego van al festival SXSW de Austin-Texas y continúan la gira por Houston. Hacen presentaciones en ciudades argentinas como Mar del Plata, La Plata, Córdoba, Rosario, Salta, Jujuy, Tucumán, Santiago del Estero, Chaco, Corrientes, y viajaron a Montevideo (Uruguay) y Santiago de Chile (Chile). A fin de año son nominados a dos categorías de rock en los premios Grammy Latinos, ceremonia en Las Vegas a la cual asistieron y aprovecharon para girar por San Francisco y Los Ángeles, presentando su compilado de los dos primeros álbumes titulado Magical Radiophonic Heart, con edición de Nacional Records (Los Ángeles).
En 2011 vuelven a México por quinta vez. Tocan el Vive Latino y giran por ciudades del interior de México. Vuelven a girar por Argentina, Uruguay y Paraguay. Componen y graban YA con producción de Diego Tuñon y Diego Uma de Babasónicos para ser editado a comienzos de 2012.
En 2012 tocan en Asunción (Paraguay) por primera vez. Vuelven a girar por Argentina y México. En DF Sergio Acosta de Zoé les produce una canción "El viento" que fue incluida como bonus track de YA. Para fin de año hacen un show junto a otras bandas amigas en el Auditorio Blackberry de México. El concierto "Jóvenes Ilustres" incluyó también a Franny Glass de Uruguay, Monsieur Periné de Colombia y Comisario Pantera de México.
En 2013 continúan las intensas giras. Shows por el interior de Argentina, Chile, Perú y México (en marzo y en noviembre). Se presentan en el Vive Latino del D.F por cuarta vez en su carrera, en esta ocasión sobre el escenario principal del festival y al día siguiente, son invitados de Los Auténticos Decadentes para cantar "Como me voy a olvidar". Tocan por segunda vez en el festival NRMAL de Monterrey donde comparten escenario con a Mac Demarco, DIIV y Ariel Pink. Giran por primera vez a España (Festivales Bilbao BBK Live, Sonorama Ribera de Aranda de Duero y PortAmérica de Galicia) y tocan en Málaga, Cádiz y Madrid. Lanzan para fin de año el sencillo "Química", adelanto de su disco "Lo que más querés" a editarse en 2014.
En 2014, el sencillo Química alcanza el número 1 durante 10 semanas consecutivas en la rotación radial y televisiva de Argentina, generando una gran expectativa para el lanzamiento de "Lo que más querés", cuarto disco de estudio de la banda, editado en mayo de 2014 con producción en 8 temas de Tuta Torres y 2 de Juanchi Baleirón. Durante el primer semestre del año la banda gira por el interior de Argentina (ciudades de Tucumán, Río Negro, Mar del Plata, Balcarce, Córdoba, Oliva, Rosario) y también en México, por Cuernavaca (Junto a Los Tres) D.F. (junto a The Growlers), Teotihuacán, Toluca, Querétaro y Puebla (junto a Odisseo). El 11 de julio es la presentación de Lo que más querés en La Trastienda Club de Buenos Aires.
Para principios de 2017 se reúnen nuevamente en estudio y encaran la producción de música de forma similar: un sencillo adelanto autoproducido y con mezcla de Mario Caldato Jr. El Buen Candidato/La Cosa Negra, otro sencillo más producido junto a Anel Paz “Uno en un millón/Sólo para mí” y el grueso del álbum junto a Norman Mac Loughlin, que da a “Mancho” (2017) una unidad conceptual y sonora que eleva el estatus artístico de la banda, a diez años de su primera aparición discográfica.
Con el lanzamiento del álbum, también se anuncia la salida de Patricio Troncoso, a cargo de los sintetizadores y la ingeniería de grabación en la mayoría de los discos del grupo. Queda entonces Banda de Turistas conformado como cuarteto de dos guitarras, bajo y batería. Con el álbum emprenden una gira de 50 presentaciones a la fecha (entre México y Argentina). A principio de 2018 anuncian el lanzamiento de un ciclo trimestral en Niceto Club titulado Cóctel de Instantáneo, creado para compartir cartel con otras bandas. Todo en un contexto de explosión musical emergente del cual Banda de Turistas es una banda pionera.
En 2019 la banda decidió tomarse un descanso por un tiempo largo, por lo tanto Tomas se dedicó a trabajar como Dj mientras Bruno decidió hacer su trabajo como solista sacando sencillos y un nuevo álbum llamado Yo No Soy Bruno.

## Discografía

### Álbumes
- Mágico Corazón Radiofónico (Estamos Felices, 2008)

En su primera producción discográfica el quinteto propone 11 canciones que recorren el rock desde sus óptica cancionera "Todo mio el otoño",  psicodélica "Maíz", "Un verdadero cajón de madera" y electrónica con el track instrumental "El asombroso misterio de la no materia" . Mágico Corazón Radiofónico fue mezclado en Los Ángeles por Mario Caldato Jr. (Beastie Boys, Beck, Super Furry Animals, Jon Spencer, Ween, etc). a quien acudieron vía correo electrónico por ser grandes admiradores de sus mezclas y producciones.
Por este disco les concedieron el premio Clarín como Revelación Rock y una nominación al premio Gardel en la categoría Mejor Artista Nuevo de Rock.
- El Retorno (Vibre/PopArt, 2009)

Para su segundo álbum graban 10 canciones en el Estudio Los Pájaros en la localidad de Luján, Prov. de Buenos Aires. Para la mezcla y masterización convocan a Peter Mew, ingeniero de los estudios Abbey Road de Londres quien respetó la cristalinidad con que habían sido grabadas las canciones, obteniendo un sonido final cálido y despojado.
Con este disco comienzan a girar por países como Chile, México, Uruguay, Colombia, Perú y Estados Unidos. Su presentación fue en el Auditorio Belgrano, de Buenos Aires.
Les entregan el "Discovery Artist 2009" en el LAMC de New York y son portada de la edición digital de The New York Times.
- YA (PopArt, 2012)

Tercer lanzamiento del quinteto luego de giras por Latinoamérica con la presentación de El Retorno. Alrededor de 100 shows en Argentina, México, Uruguay, Paraguay, Colombia, Chile y Perú.
Compuesto entre Argentina y México y grabado en Buenos Aires, las 9 canciones de YA actualizan el repertorio intensificando el éxtasis y el pulso que el grupo fue ganando en sus shows en vivo. La producción estuvo a cargo de Diego Tuñon y Diego Uma de Babasónicos.
Masterizado por Dennis Blackham en Escocia.
Editado en Argentina y México.
La presentación oficial de YA fue en La Trastienda Club.
- Lo Que Más Querés (PopArt, 2014)

El cuarto disco contiene diez canciones cuya variedad remonta a la primera época del grupo, resignificando todos los estilos que conviven en la imaginación de Banda de Turistas desde el comienzo: Rock, Pop, Psicodelia, Electrónica, Baladas. Ocho de esas canciones fueron producidas por Tuta Torres (productor de Mágico Corazón Radiofónico) y dos por Juanchi Baleirón, quien produjo el sencillo "Química", alcanzando el puesto número 1 durante diez semanas consecutivas en Radio y Televisión de Argentina.  
- Mancho (PopArt, 2017)

El último disco fue lanzado por la banda el 13 de octubre de 2017, con una presentación en el Studio Live by Quilmes Garage ubicado en San Telmo. Consta de 11 canciones, una de ellas, llamada Tuperso II, instrumental.

### EP
- Dulce (Turista) (EP, Mamushka Dogs Records, 2006)

Fue lanzado el 21 de junio de 2006, con el nombre de Turista, por el sello virtual Mamushka Dogs Records. El EP fue compuesto, grabado y producido por la banda con ayuda del tecladista de Attaque 77 y se publica con licencia Creative Commons. Pero cuando se lanzó el álbum "Magico Corazon Radiofonico", el EP fue dado de baja.
- Cóctel de Instantáneo (EP, Mamushka Dogs Records, 2007)

EP instrumental, de impronta psicodélica y espacial.
Lanzado a través de Internet de manera gratuita por el sello virtual Mamushka Dogs Records.